# Petriș, Arad
Petriș (în maghiară Marospetres) este satul de reședință al comunei cu același nume din județul Arad, Crișana, România.

## Istoric
Petrișul este atestat documentar din anul 1337 și se găsește pe actuala vatră din anul 1784.

## Vezi și
- Castelul Salbek din Petriș